# NGC 1402
NGC 1402 ist eine Linsenförmige Galaxie mit ausgedehnten Sternentstehungsgebieten vom Hubble-Typ SB0 im Sternbild Eridanus am Südsternhimmel. Sie ist schätzungsweise 188 Millionen Lichtjahre von der Milchstraße entfernt und hat einen Durchmesser von etwa 45.000 Lichtjahren. Die Galaxie ist Mitglied der NGC 1400-Gruppe.
In der gleichen Himmelsregion dibefinden sich u. a. Galaxien NGC 1391, NGC 1400, NGC 1407, IC 343.
Das Objekt wurde im Jahr 1886 vom US-amerikanischen Astronomen Francis Leavenworth entdeckt.